# 擬灰蘚
擬灰蘚（学名：Hondaella brachytheciella）为灰蘚科擬灰蘚屬下的一个种。